# Thomas Webster
Thomas Webster (ur. 10 marca 1800 w Londynie, zm. 23 września 1886 w Cranbrook), brytyjski malarz rodzajowy.

## Życiorys
Ojciec malarza był poddanym dworzaninem króla Jerzego III. Młody Thomas początkowo wykazywał zdolności muzyczne. Został chórzystą w kaplicy w Pałacu Świętego Jakuba w Londynie, ale zwrócił się ku malarstwu i w 1821 roku rozpoczął studia w Królewskiej Akademii Sztuk Pięknych w Londynie. W 1824 roku przedstawił na wystawie Akademii swój obraz „Mrs. Robinson i jej rodzina”, rok później otrzymując medal Akademii. W 1841 przyjęty do Akademii, pięć lat później został pełnoprawnym członkiem, a w 1877 przeszedł na emeryturę, z tytułem członka honorowego.

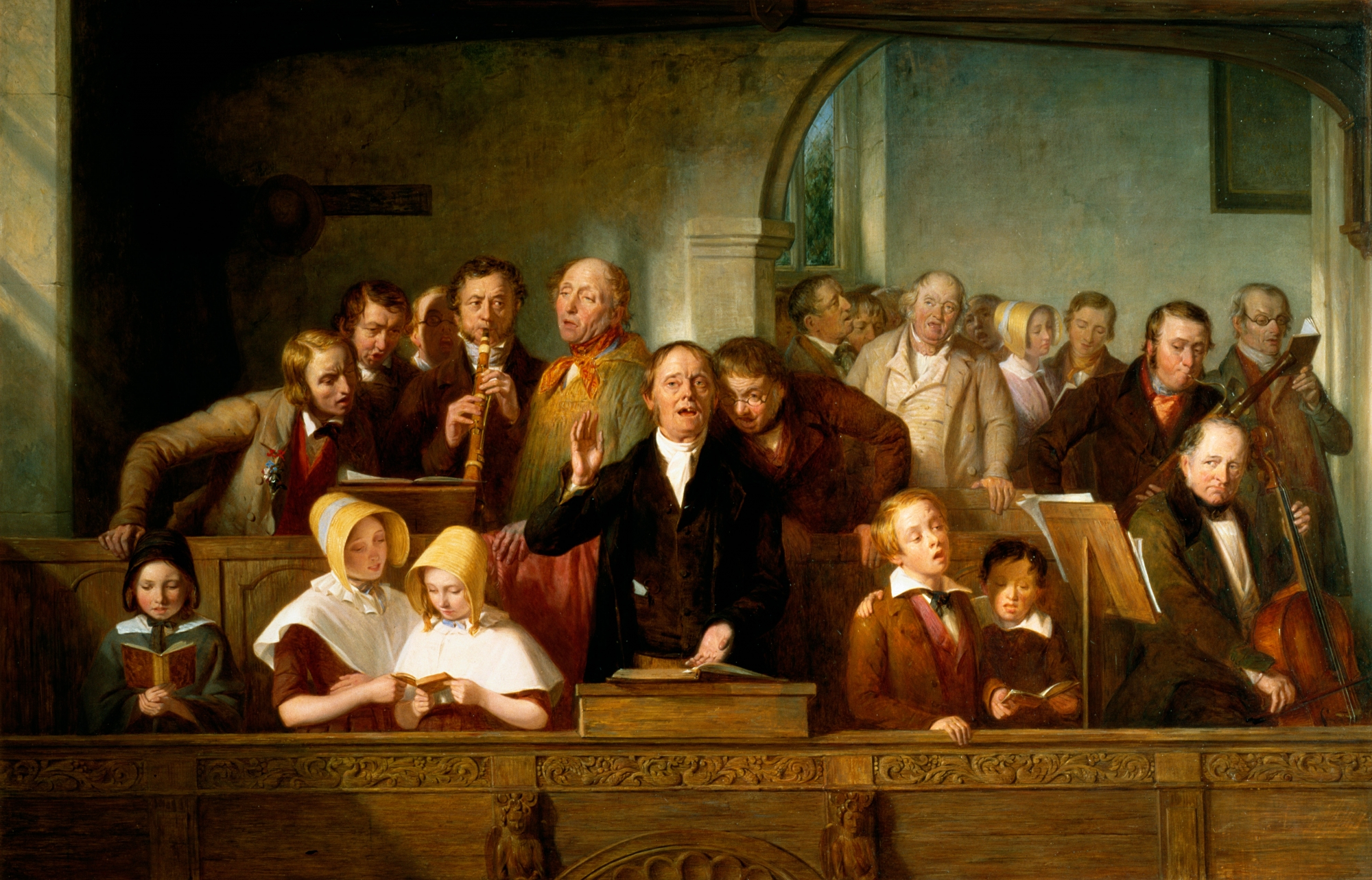
A Village Choir (Chór wiejski)
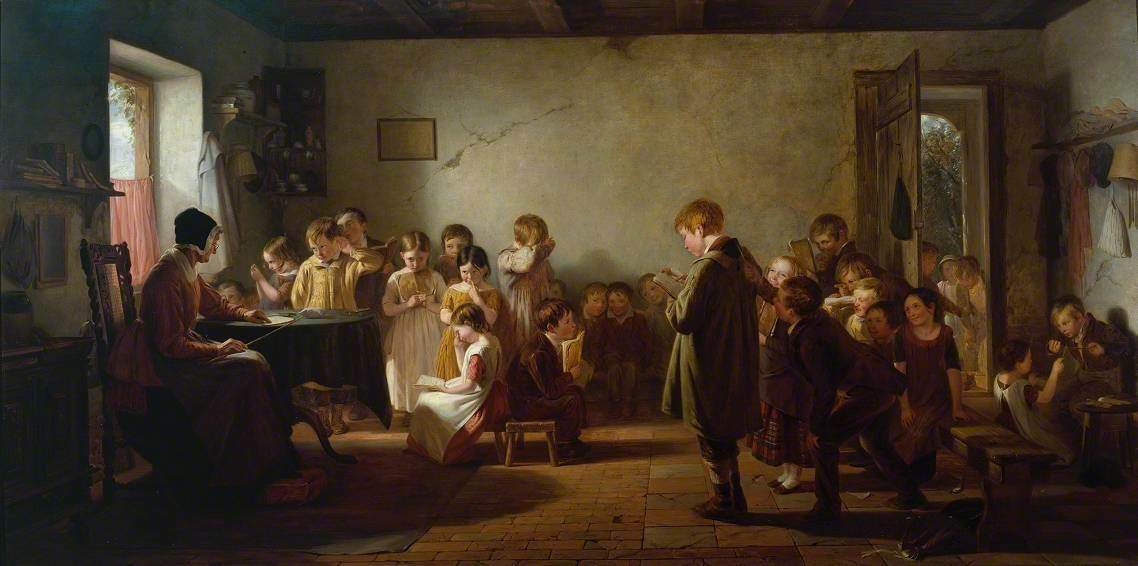
A Dame’s School (Wiejska szkółka)
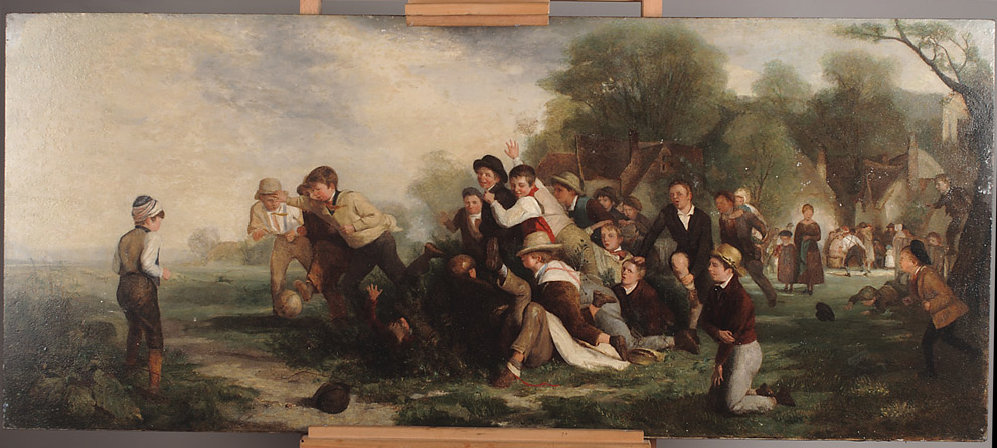
Football (Mecz piłki nożnej)
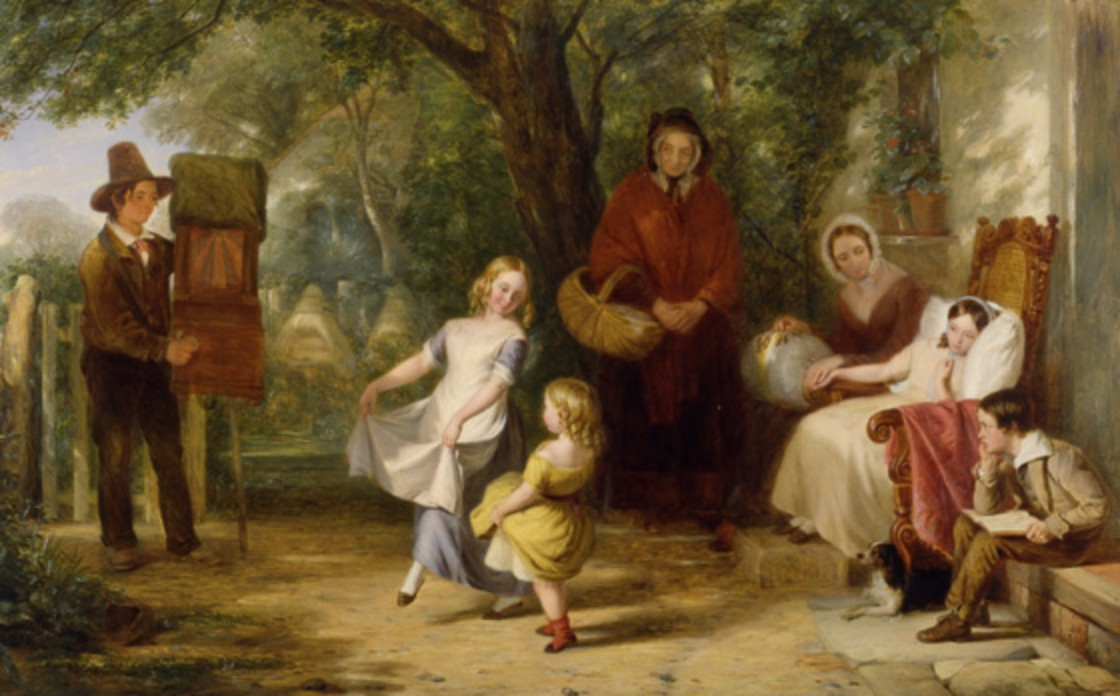
In Sickness and Health (W chorobie i zdrowiu)